# Focus Entertainment
Focus Entertainment — французька компанія, що займається розробкою та виданням відеоігор, розташована в Парижі. Заснована Седріком Лаґаріґом (фр. Cédric Lagarrigue) 1996 року. З того часу компанія встигла видати понад 100 проєктів, серед яких Etherium, The Council, серія відеоігор Farming Simulator, Козаки 2: Наполеонівські війни, Divinity: Original Sin тощо. З 2018 року компанію очолює Юрґен Ґольднер, який замінив на цій посаді Лаґаріґа, що пішов з посади у квітні того ж року після понад двадцяти років на чолі Focus Home Interactive.

## Історія
Була заснована 1996 року в Парижі, Франція, і спочатку видавала музичне програмне забезпечення «eJay».
За останні п'ять років компанія Focus Home Interactive видала безліч відомих комп'ютерних ігор, включаючи гоночну серію «TrackMania» і симулятор парусної регати «Virtual Skipper» розробки компанії Nadeo. 
Крім того, Focus видає серію стратегій, присвячених управлінню командою велоспортсменів «Cycling Manager» (пізніше змінила назву на «Pro Cycling Manager»), а також різні ігри жанру квест, такі як «Runaway», «A Vampyre Story», серію ігор про Шерлока Холмса і «Dracula: Origin» від Frogwares.
У червні 2020 року Focus Home Interactive повідомила про придбання німецької відеоігрової компанії Deck13, творця франшизи The Surge. Угода про придбання 100% акцій компанії оцінена в близько 7,1 мільйона євро. До поглинання Focus Home Interactive, у Deck13 налічувалось близько 60 співробітників. У лютому 2021 року Focus Home Interactive відкрила нову студію Deck13 у Монреалі, Канада. Разом із материнською компанією новосформована команда працюватиме над неанонсованим проєктом, який має вийти 2022 року. 

## Список розроблених ігор
| Рік  | Назва              | Жанр                    | Платформа(и) |
| ---- | ------------------ | ----------------------- | ------------ |
| 2010 | Cities XL 2011     | Містобудівний симулятор | Windows      |
| 2011 | Cities XL 2012     | Містобудівний симулятор | Windows      |
| 2013 | Cities XL Platinum | Містобудівний симулятор | Windows      |
| 2015 | Cities XXL         | Містобудівний симулятор | Windows      |

## Список виданих ігор
| Рік  | Назва                                   | Жанр                       | Платформа(и)                                                     | Розробник                        |
| ---- | --------------------------------------- | -------------------------- | ---------------------------------------------------------------- | -------------------------------- |
| 2007 | Loki: Heroes of Mythology               | RPG                        | Windows, macOS                                                   | Cyanide Studio                   |
| 2008 | City Life                               | Містобудівний симулятор    | Windows, Nintendo DS                                             | Monte Cristo                     |
| 2008 | Sherlock Holmes: The Awakened           | Квест                      | Windows                                                          | Frogwares                        |
| 2008 | Blood Bowl                              | Спортивний симулятор       | Windows, PSP, Nintendo DS                                        | Cyanide Studio                   |
| 2009 | Sherlock Holmes versus Jack the Ripper  | Квест                      | Windows, Xbox 360                                                | Frogwares, Spiders               |
| 2010 | Faery: Legends of Avalon                | RPG                        | Windows, PlayStation 3, Xbox 360                                 | Spiders                          |
| 2011 | A Game of Thrones: Genesis              | Стратегія                  | Windows                                                          | Cyanide Studio                   |
| 2012 | The Testament of Sherlock Holmes        | Пригоди                    | Windows, PlayStation 3, Xbox 360                                 | Frogwares                        |
| 2012 | Game of Thrones                         | RPG                        | Windows, PlayStation 3, Xbox 360                                 | Cyanide Studio                   |
| 2012 | Wargame: European Escalation            | Стратегія                  | Windows, OS X, Linux                                             | Eugen Systems                    |
| 2012 | Of Orcs and Men                         | RPG                        | Windows, PlayStation 3, Xbox 360                                 | Cyanide Studio                   |
| 2013 | Mars: War Logs                          | Action RPG                 | Windows, PlayStation 3, Xbox 360                                 | Spiders                          |
| 2014 | Bound by Flame                          | Action RPG                 | Windows, PlayStation 3, PlayStation 4, Xbox 360, Xbox One        | Spiders                          |
| 2014 | Styx: Master of Shadows                 | Action RPG                 | Windows, PlayStation 4, Xbox One                                 | Cyanide Studio                   |
| 2014 | Sherlock Holmes: Crimes & Punishments   | Квест                      | Windows, PlayStation 3, PlayStation 4, Xbox 360, Xbox One        | Frogwares                        |
| 2014 | Wargame: Red Dragon                     | Стратегія                  | Windows, OS X, Linux                                             | Eugen Systems                    |
| 2014 | Mordheim: City of the Damned            | Action RPG                 | Windows                                                          | Rogue Factor                     |
| 2015 | Pix The Cat                             | Головоломка                | Windows, PlayStation 4, PSVita                                   | Pastagames                       |
| 2015 | Etherium                                | Стратегія                  | Windows                                                          | Tindalos Interactive             |
| 2015 | Blood Bowl II                           | Спортивний симулятор       | Windows, PlayStation 4, Xbox One                                 | Cyanide Studio                   |
| 2015 | Act of Aggression                       | Стратегія                  | Windows                                                          | Eugen Systems                    |
| 2015 | Divinity: Original Sin Enhanced Edition | RPG                        | PlayStation 4, Xbox One                                          | Larian Studios                   |
| 2016 | Space Hulk: Deathwing                   | Шутер від першої особи     | Windows, PlayStation 4, Xbox One                                 | Streum On Studio                 |
| 2016 | Seasons after Fall                      | Платформер                 | Windows, OS X, Linux, PlayStation 4, Xbox One                    | Swing Swing Submarine            |
| 2016 | Battlefleet Gothic: Armada              | Стратегія                  | Windows                                                          | Tindalos Interactive             |
| 2016 | The Technomancer                        | Action RPG                 | Windows, PlayStation 4, Xbox One                                 | Spiders                          |
| 2017 | Styx: Shards of Darkness                | Action RPG                 | Windows, PlayStation 4, Xbox One                                 | Cyanide Studio                   |
| 2017 | The Surge                               | Action RPG                 | Windows, PlayStation 4, Xbox One                                 | Deck13 Interactive               |
| 2017 | MudRunner                               | Автосимулятор              | Windows, PlayStation 4, Xbox One                                 | Saber Interactive St. Petersburg |
| 2018 | Vampyr                                  | Action RPG                 | Windows, PlayStation 4, Xbox One                                 | Dontnod Entertainment            |
| 2018 | The Council                             | Квест                      | Windows, PlayStation 4, Xbox One                                 | Big Bad Wolf                     |
| 2018 | Masters of Anima                        | Action RPG                 | Windows, PlayStation 4, Xbox One                                 | Passtech Games                   |
| 2018 | Space Hulk: Tactics                     | Тактична стратегія         | Windows, PlayStation 4, Xbox One                                 | Cyanide Studio                   |
| 2018 | Insurgency: Sandstorm                   | Шутер від першої особи     | Windows, PlayStation 4, Xbox One                                 | New World Interactive            |
| 2018 | Call of Cthulhu                         | Survival horror            | Windows, PlayStation 4, Xbox One                                 | Cyanide Studio                   |
| 2018 | Farming Simulator 19                    | Симулятор водіння          | Windows, macOS, PlayStation 4, Xbox One                          | GIANTS Software                  |
| 2019 | Fear the Wolves                         | Battle Royale              | Windows, PlayStation 4, Xbox One                                 | Vostok Games                     |
| 2019 | The Surge 2                             | Action RPG                 | Windows, PlayStation 4, Xbox One                                 | Deck13 Interactive               |
| 2019 | GreedFall                               | RPG                        | Windows, PlayStation 4, Xbox One                                 | Spiders                          |
| 2019 | A Plague Tale: Innocence                | Action-adventure           | Windows, PlayStation 4, Xbox One                                 | Asobo Studio                     |
| 2019 | Battlefleet Gothic: Armada 2            | Стратегія у реальному часі | Windows, PlayStation 4, Xbox One                                 | Tindalos Interactive             |
| 2019 | World War Z                             | Шутер від третьої особи    | Windows, PlayStation 4, Xbox One                                 | Saber Interactive                |
| 2020 | Necromunda: Underhive Wars              | Тактична стратегія         | Windows, PlayStation 4, Xbox One                                 | Rogue Factor                     |
| 2020 | SnowRunner                              | Симулятор водіння          | Windows, PlayStation 4, Xbox One                                 | Saber Interactive                |
| 2020 | Othercide                               | Пошагова тактика           | Windows, PlayStation 4, Xbox One, Nintendo Switch                | Lightbulb Crew                   |
| 2021 | Curse of the Dead Gods                  | Action-adventure           | Windows , PlayStation 4 , Nintendo Switch , Xbox One             | Passtech Games                   |
| 2021 | Hood: Outlaws & Legends                 | Action-adventure           | Windows, PlayStation 4, PlayStation 5, Xbox One, Xbox Series X/S | Sumo Digital                     |
| 2021 | Warhammer Age of Sigmar: Storm Ground   |                            |                                                                  |                                  |
| 2021 | Necromunda: Hired Gun                   |                            |                                                                  |                                  |
| 2021 | Aliens: Fireteam Elite                  |                            |                                                                  |                                  |
| 2021 | World War Z: Aftermath                  |                            |                                                                  |                                  |
| 2021 | Insurgency: Sandstorm                   |                            |                                                                  |                                  |
| 2021 | Aeon Must Die                           |                            |                                                                  |                                  |
| 2022 | Evil West                               |                            |                                                                  |                                  |
| 2022 | A Plague Tale: Requiem                  |                            |                                                                  |                                  |
| 2022 | Hardspace: Shipbreaker                  |                            |                                                                  |                                  |
| 2022 | Atomic Heart                            | Шутер від першої особи     | Windows, Xbox One, PlayStation 4, PlayStation 5, Xbox Series     | Mundfish                         |